# 戴運昌
戴運昌（1579年—1667年），字震存，號止菴，山西太原府祁縣人，明朝政治人物。

## 生平
四十九歲领天啓七年（1627年）丁卯科山西鄉試第八名舉人，崇禎十年（1637年），登丁丑科會試第二百四十三名，廷試三甲二百二十七名进士。吏部观政，十二年授尉氏知县，十三年調良乡县，十五年升户部福建司主事，升本司员外郎，督练饷，殫力國計，旋以陳演牽連下獄，後入麓台山中隐居，閱二十年，卒，年八十九。
戴運昌家传戴氏心意拳，其子戴廷栻，字枫仲，号补岩，曾建丹楓閣。

## 家族
曾祖戴公理，巡简；祖父戴宾，承德郎大名府通判；父戴光啓，辛未進士，通奉大夫河南布政使，祀名宦乡贤。母程氏赠夫人。妻郭氏封孺人。